# راهدار (دالكي)
راهدار (بالفارسية: راهدار) هي قرية تقع في إيران في قسم دالكي الريفي. يقدر عدد سكانها بـ 1,454 نسمة .